# Кайназаров, Жоломбек
Жоломбек Кайназаров (1893 год, село Георгиевка, Туркестанский край, Российская империя — 1963 год) — колхозник, Герой Социалистического Труда (1948).

## Биография
Родился в 1893 году в селе Георгиевка (сегодня — Коксаяк Толебийского района Южно-Казахстанской области Казахстана). Происходит из рода жаныс племени дулат До 1929 года работал батраком. В 1929 году вступил в колхоз «Казахстан» Георгиевского района Южно-Казахстанской области. В 1947 году был назначен звеньевым полеводческого звена.
В 1947 году, полеводческое звено, которым руководил Жоломбек Кайназаров, собрало по 31 центнеров зерновых с каждого гектара. За эти достижения в трудовой деятельности был удостоен в 1948 году звания Героя Социалистического Труда.

## Награды
- Герой Социалистического Труда — указом Президиума Верховного Совета СССР от 23 марта 1948 года;
- Орден Ленина (1948).
- Медаль «За доблестный труд в Великой Отечественной войне 1941—1945 гг.»;